# 甘棠镇 (靖州县)
甘棠镇，是中华人民共和国湖南省怀化市靖州苗族侗族自治县下辖的一个乡镇级行政单位。

## 行政区划
甘棠镇下辖以下地区：
甘棠社区、甘棠村、红光村、溪口村、平原村、燎原村、塘头村、地灵村、田地村、龙丰村、古坡村、乐群村、高峰村、建国村、寨姓村、大桥村、杉木村和山门村。

## 历史
1950年，甘棠乡设立。1958年更名为“甘棠人民公社”。1984年升格为甘棠镇。

## 地理
甘棠镇坐落在靖州苗族侗族自治县东北部，北和东北是会同县，东和东南是文溪乡，西是太阳坪乡，南是渠阳镇。
甘棠镇的主要水库有：地灵水库、水塔坳水库。
渠水流经甘棠镇。

## 经济
甘棠镇的经济主要依靠农业和矿产资源，金、煤、铝土矿含量丰富。

## 交通
包茂高速公路穿过甘棠镇。
焦柳铁路穿过甘棠镇。